# Esfrega
Esfrega é uma aldeia da União das Freguesias de Sobreira Formosa e Alvito da Beira, Município de Proença-a-Nova e Distrito de Castelo Branco, com 21 habitantes. 
Situada entre as aldeias de Fórneas e Herdade, até há poucos anos assinalava a sua festa anual no Domingo de Páscoa.

## História
A tradição relaciona o topónimo da aldeia com uma aparatosa queda de um fidalgo de algum poder aqui ocorrida como tendo mudado o nome da aldeia: os atuais moradores recordam-se de ouvir contar os antigos que tempos houve em se chamava Cerejeirinha ou Ribeira do Cerejal ou Vale de Cerejeira em alusão à existência de inúmeros cerejais. 
Depois do infortúnio do visitante foi proferida a sentença: a partir de hoje chama-se Esfrega! 
Ou talvez Esfrégão, aldeia que o Padre Manuel Alves Catharino identificou na sua monografia como tendo 22 fogos e um total de 88 habitantes no ano de 1911. 

## População
| 2001 | 2011 | 2021 |
| 63   | 36   | 21   |

1. ↑  «Dados Censos 2021». Instituto Nacional de Estatística
2. ↑  Fidalgo, Vanessa (2022). Porque se chama assim? A origem dos (estranhos) nomes de aldeias e vilas portuguesas. Alfragide: Oficina do Livro. p. 223. ISBN 978-989-661-529-1
3. ↑  Proença-a-Nova, Município. «ABC das Localidades». Município de Proença-a-Nova. Consultado em 17 de novembro de 2022
4. ↑  Catarino, Manuel Alves (2006). O Concelho de Proença-a-Nova. Proença-a-Nova: Câmara Municipal de Proença-a-Nova. p. 213